# Иван Грозни и његов син Иван
Иван Грозни и његов син Иван 16. новембра 1581. (Иван Грозный и сын его Иван 16 ноября 1581 года) је слика руског уметника реалисте Иље Рјепина настала између 1883. и 1885. На њој је приказан тугом погођен руски цар Иван Грозни како љуља свог сина на самрти, царевића Ивана Ивановича, убрзо након што је у налету беса задао смртоносни ударац свом сину у главу. Слика приказује муку и кајање на лицу старијег Ивана и благост умирућег царевића који својим сузама опрашта оцу.
Рјепин је користио Григорија Мјасоедова, свог пријатеља и колегу уметника, као модел за Ивана Грозног, а писца Всеволода Гаршина за Царевића. Године 1885, по завршетку рада уља на платну, Рјепин га је продао Павлу Третјакову за излагање у његовој Третјаковској галерији у Москви.
Уметничко дело је названо једном од најпознатијих и најконтроверзнијих слика у Русији. Вандализована је два пута, једном 1913. и поново 2018. Остаје изложена у Третјаковској галерији.
Детаљи царевичеве смрти су непознати и контроверзни. Царевић је умро 1581. у Александровском Кремљу, резиденцији цара Ивана Грозног од 1564. до 1581. и центру његове опричнине и де факто престоници Русије.

## У савременим руским хроникама и изворима
У писму упућеном Никити Захарину и Андреју Шчелкалову 1581. године, Иван Грозни је писао; „[он] не може да иде у Москву због болести [свог] сина“ а да не идентификује болест. Неколико савремених руских хроника помиње Царевићеву смрт без икаквих детаља. Према Пискаревској хроници, смрт се догодила у поноћ. Ниједна од ових хроника не сугерише да је смрт Ивана Ивановича била насилна. Други извори пружају детаљнију верзију смрти, рекавши да је царевића смртно ранио његов отац током свађе. Један од ових извора, Мазуринска хроника, преноси следеће:
„У лето 7089. године, управо од Сувереног Цара и Великог Кнеза Ивана Васиљевича, његов син, његова величина кнез царевич Иван Иванович, блистајући мудрим смислом и милошћу и одвојен од гране живота оштрицом, прими зло, и од овог зла умрије.”
Извори указују да се догађај збио 14. новембра 1581. и да је царевић умро 19. новембра, али датуми који су пријављени се разликују. Дневник ђака (чиновника) Ивана Тимофејева каже; „неки кажу (за царевића) да му је живот угашен од удараца рукама његовог оца, након што је покушао да га спречи да почини ружно дело“.

### Страна сведочења
Савремени страни извори су елоквентнији; Јацкуес Маргерет, француски плаћеник капетан у служби у Русији, писао је; „Прича се да је он (цар) својом руком убио најстаријег (сина), што није био случај, јер га је, иако га је ударио крајем штапа и ранио од ударца, он није умро од овога, већ нешто касније, на ходочашћу“.

Другу верзију преноси папски дипломата Антонио Посевино. Према његовим речима, у новембру 1581. године у Александровском Кремљу Иван Грозни је пронашао своју снају Јелену како лежи на клупи у доњем вешу.
„Трећа супруга Ивановог сина лежала је на клупи, обучена у доњи веш. Била је трудна и није очекивала да ће је неко посетити. Међутим, велики кнез Москве (Иван Грозни) дошао јој је у неочекивану посету. Одмах му је устала у сусрет, али га је већ било немогуће смирити. Ударио ју је у лице, а затим је тукао штапом, ударајући је тако снажно да је следеће ноћи изгубила дете.
Његов син Иван је тада отрчао код оца и замолио га да не туче жену, али је то само још више наљутило његовог оца. Принц је почео да удара свог сина штапом, што је за последицу имало веома озбиљну рану у глави. Пре тога, у љутњи на оца, син га је жестоко замерио следећим речима:
„Моју прву жену сте без разлога затворили у манастир, исто сте урадили и са мојом другом женом, а сада пребијате трећу да бисте убили дете које носи у стомаку. Повредивши сина, отац се одмах препустио дубокој тузи и одмах позвао лекаре и Андреја Шчелкалова и Никиту Романовича из Москве да им све буде при руци. Петог дана син је умро и пребачен је у Москву.”

— Антонио Посевино, Историјски списи о Русији у 16. веку

### Приче руских историчара
Руски историчар из 18. века Николај Карамзин такође је веровао да је царевић умро због свог оца, али под другачијим околностима.
„Он (Иван Грозни) је ставио руку на њега (Царевич). Борис Годунов је хтео да му притекне у помоћ, али му је цар задао неколико рана врхом скиптра и њиме ударио царевића по глави. Затим је пао на земљу проливајући крв. Очев бес је нестао. Бледећи од страха, дрхтећи, у потпуном шоку, узвикнуо је „Убио сам сина“ и бацио се да га пољуби; изливајући крв која је текла из дубоке ране, плакао је, јецао, звао лекаре. Молио је за милост Божију и опроштај свог сина.”

— Николај Карамзин
Иља Рјепин се ослањао на Карамзинову причу да би 16. новембра 1581. насликао Ивана Грозног и његовог сина Ивана, једну од најупечатљивијих слика његове хрестоматије. Руски царски историчар Михаил Шчербатов, који је проучавао различите верзије смрти Ивана Ивановича, сматра Посевинову верзију највероватнијом, а руски царски историчар Василиј Кључевски назвао је једином поузданом верзијом.

## Позадина и инспирација
Рјепин је почео да ради на слици у Москви. Прва укупна скица, са ликом цара окренутим надесно, датира из 1882. године. Идеја слике, према Рјепину, повезана је са његовим суочавањем са темама насиља, освете и крви током политичких догађаја 1881; додатни извори инспирације били су музика Николаја Римског-Корсакова и борбе бикова којима је Рјепин присуствовао током путовања по западној Европи 1883. године.

### Политичко насиље
Дана 13. марта 1881. године у Санкт Петербургу, руски цар Александар II је убијен од бомбе коју је бацио Игнаци Хриниевиецки, члан револуционарне организације Народна воља. Бомба је такође озбиљно повредила Хрињевецког, који је преминуо неколико сати касније. Саучесници Хрињевецког, Первомартовци, погубљени су 13. априла 1881. године. Рјепин, који је средином фебруара 1881. посетио Санкт Петербург на отварању изложбе Передвижника, био је присутан када је цар убијен. Тамо се вратио у априлу, и присуствовао стрељању извршилаца напада и њихових саучесника.
Репинов пријатељ, песник Василиј Каменски, написао је у својим мемоарима да му је Рјепин испричао „како је био сведок јавног погубљења Первомартовца“ (Жељабов, Перовскаја, Кибалчич, Михајлов и Рисаков). „Ах, како су то била кошмарна времена“, – уздахнуо је Рјепин – „комплексно, ужасно. Чак се сећам сваке табле на грудима, са натписом „кралеубиство“. Сећам се чак и Жељабовљевих сивих панталона, Перовске црне капе“.
Неколико следећих Рјепинових слика; Одбијање признања („Отказ от исповеди (1881)), Хапшење пропагандисте („Арест пропагандиста“ (1882)) и Нису га очекивали („Не ждали“ 1884–1888); били су посвећени Первомартовцима. Више пута је у својим мемоарима писао о овом периоду свог стваралаштва: „Ова година је уследила као траг крви, наша осећања су била у модрицама ужаса савременог света, било је застрашујуће суочити се с тим: завршиће се лоше! ... Морали смо да тражимо излаз у овом кључном тренутку историје.“ За Рјепина је постојала веза између догађаја из 1881. године и сцене представљене у Ивану Грозном и његовом сину Ивану 16. новембра 1581. од тачно 300 година раније, у којој је цар убица.

### Музика Римског-Корсакова
Друга инспирација за слику била је симфонијска свита Антар, коју је компоновао Рус Николај Римски-Корсаков и која се састоји од четири става; почетни покрет, освета, моћ и љубав.

Музика Антаровог крвавог другог става највише је инспирисала Рјепина; рекао је у својим мемоарима:
„У Москви 1881, док сам слушао ново дело Римског-Корсакова, Освета („Месть“). Овај звучни талас ме је заузео и помислио сам да не могу да отелотворим стање душе које сам познавао под утицајем ове музике у слику. Тада сам се сетио цара Ивана...”

### Путовање у Европу
Рјепинова слика је упечатљива и по приказу крви, која цури из Царевићевог храма и остаје на поду у локви након што га је отац подигао. Према Рјепиновим мемоарима, на њега је утицало његово путовање у Европу 1883. године, где је био сведок борби бикова:
„Несрећа, смрт, убиство и крв чине рупу која те силом увлачи у њу. Истовремено, на свим изложбама има толико крвавих слика. А ја сам, вероватно обузет свом овом крвљу, по повратку кући започео крваву сцену Ивана Грозног са његовим сином. И ова слика је имала велики успех.”

## Стварање
Према Рјепину, дизајн и сликање платна су били дуготрајан процес:
„Сликао сам у сузама, мучио сам се, мучио сам себе, исправљао сам изнова шта сам насликао, крио сам то, у болесном разочарању, не верујући више у своју снагу, брисао сам оно што сам насликао. Већ сам обрисао, а опет сам нападао платно. Сваки минут ми је био ужасан. Био сам разочаран овом сликом, сакрио сам је. И она је оставила исти утисак на моје пријатеље. Али нешто ме је гурнуло ка њој и опет сам радио на томе.”
На слици је приказана једна од просторија Одаја Романових бољара из 17. века, док су прибор, трон, огледало и кафтан осликани у Оружарници Кремља. Сандук је део збирке Румјанцевског музеја.

Већина Рјепиновог рада укључивала је избор модела; тражио је лица која су му била потребна од познаника и пролазника. Узори за Ивана Грозног били су сликар Григориј Мјасоједов и композитор Павел Бларамберг, док су пејзажиста Владимир Менк и писац Всеволод Гаршин били узор за царевића Ивана Ивановича. Када су га питали о избору Гаршина, Репин је одговорио:
„На Гаршиновом лицу је предодређење које ме је погодило. Има лице човека непоправљиво осуђеног на пропаст. Ово је било потребно за мог царевића.”
- Скице и портрети модела
- Портрет композитора Павла Бларамберга (1884).
- Портрет сликара Григорија Мјасоедова (1883).
- Портрет писца Всеволода Гаршина (1883).
- Портрет сликара Владимира Менка (1884).

- Иван Грозни и његов син Иван - детаљ

Према пољско-америчком историчару уметности Елизабету Кридлу Валкенијеру, уграђивање Гаршининог лица довршава и омогућава јој да буде у потпуности задовољна сликом.

## Анализа

### Тренутак представљен
Иако се слика понекад назива „Иван Грозни убија сина“, Рјепин није насликао тренутак у којем цар удара царевића. Дело не представља насиље већ његово разрешење. Иван Грозни држи сина. Његове очи „испупчене од ужаса, очајања и безумља“, грли га за појас. Царевић Иван, плачући, нежно маше руком.

Две модификације прелиминарних скица приказују дистанцу коју је сликар успоставио у свађи; скиптар којим цар удара у слепоочницу свог сина налази се у његовој руци на првим скицама, док је на завршној слици на поду испред њих. Крвава мрља на којој глава царевића лежи на поду, која је веома видљива на уљној скици направљеној 1883. године, а коју је касније сачувао и наставио, брише се у сенци завршне слике. Хаљина Ивана Ивановича више нема дугу крваву мрљу. Представљени тренутак постаје тренутак кајања, праштања и љубави. Слика такође у свом средишту приказује реалност и неповратност царског чина: крв тече из храма његовог сина и покушај Ивана Грозног да је обузда левом руком је безнадежан.
- Скица оловком (1882 - 20,7 х 27,1 цм)
- Скица уља (1883, 1899 - 22,2 х 36 цм)
- Табела тема чланка (1884—1888)

### Опис и састав
Платно слике 199,5 цм × 254 цм једно је од највећих Рјепинових дела; његове димензије су упоредиве са сликама тегљачи на Волги и верске процесије у губернији Курск.
Два лика су укрштена један са другим у центру слике. Приказани су у сумраку и истичу се и из предњег плана платна и из тамније позадине. Гест којим Иван Грозни грли и подупире струк свог сина подсећа на слике Повратак блудног сина и Дејвид и Јонатан холандског сликара Рембранта, које је Рјепин проучавао и дивио им се још од свог формирања, а налазе се у музеју Ермитаж.
Конструкција слике заснована је на предметима и комадима намештаја који су распоређени око ликова: згужвани црвени теписи на поду, царевићеве чизме, скиптар, трон који је преврнут током свађе, једна од орнаменталних куглица које искри у висини очију сина, и његов јастук. Иза фигура мање се назиру други комади намештаја, попут пећи, огледала Музеја оклопа и сандука Румјанцевске палате. Задњи зид просторије је делимично прекривен црвено-црним дијамантским узорком. У горњем левом углу је уски залив.

### Боје и материјал
Репин је писао да је одбио „акробатику киста и сликање ради сликања“ и да „лепота, додир или виртуозност киста“ нису биле једине важне ствари јер је увек тежио „суштинском: тело, као тело“. Иван Грозни и његов син Иван „насликан је таквом разноврсношћу занатства и тако богатом палетом тамних акорда“ да је, према руском сликару и ликовном критичару Ивану Крамском, „аутентичан оркестар“. Преовлађује „интензивна црвена“ или „крваво црвена“, и „густа и засићена гримизно црвена“. Осликана је чистом бојом, без додатака, а затим прерађена од стране сликара у изузетној разноликости нијанси.
Истиче се гримизна црвена боја крви која тече из ране на слепоочници царевића, као и одсјаји на наборима његовог кафтана, и на крају тамноцрвена локва крви на црвеном тепиху, а та напетост боја одјекује као трагедија приказана на платну. У центру, величанственост царевићевог кафтана је у супротности са тамом црног капута Ивана Грозног. Рјепин разбија ову комбинацију крваво црвених, ружичастих и тамно-браон тонова са комплементарним тоновима зелене Царевичеве чизме и тамноплаве боје његових сомотских панталона. Бела светлост, „хладна и слаба“, која продире кроз уски залив, ублажава ову напетост боја и додатно појачава драматичну напетост сцене.

### Симболички обим
За Рјепина и његове савременике, прва симболичка функција слике је да изрази постојање насиља и моралног одбацивања, што мора бити предмет. Према Ивану Крамској; „изгледа да ће човек, након што је пажљиво погледао ову слику, макар само једном, био заувек заштићен од звери коју, како кажу, има у себи“.
Приказ последица очеве свађе са сином је историјска епизода и илуструје „вечну” способност особе да физички повреди себе или свог суседа. Слика се може схватити као сликовна парабола фразе „нећеш убити“.
Чинило се да се слика приближава више – посебно религиозној инспирацији, показујући да „хришћанска љубав и опроштење“ могу да поправе злочин, чак и чедоморство. Царевићев гест и лице су „скоро као на икони“, суза која тече низ крило његовог носа као да осликава опроштај. Сличност геста десне руке Ивана Грозног са фигурама на две Рембрантове слике такође је у складу са овом позицијом.
У тумачењу дела личност писца Всеволода Гаршина даје додатне детаље. У овом периоду, Репин је користио Гаршина као модел на неколико других слика, укључујући Портрет (1884) и велику слику Нису га очекивали, на којој Гаршин позира главном лику. Рад на филму Нису га очекивали почео је 1884. године и завршио годину Гаршиновог самоубиства 1888. године.
Рјепин је ценио Всеволода Гаршина, кога је сматрао „инкарнацијом божанског“ током њиховог пријатељства и после његове смрти. Написао је „његове замишљене очи, често помешане са сузама изазваним неком неправдом, његов скроман и деликатан став, његова анђеоска личност, са чистотом голуба, били су божји“. Рјепинова слика се односи на Гаршинове физичке особине, његову личност и дубоко мирну мисао.

### Представа моћи
Политички значај слике не може се избећи због реакција којима је одмах била предмет. Рјепин је комбиновао убиство Ивановог сина са атентатом на Александра II. Ни Рјепин ни руски ликовни критичари нису проширили ову тачку.
О томе су писали француски критичари. Према Алену Безансону, царевићово убиство од стране цара је централна сцена руског мита, који је Рјепин први представљао: историја Русије ће се градити на жртвовању синова које су њихови очеви убили.
Пјер Гоно подржава конвергентну позицију, наглашавајући да се ова пожртвована визија односи „на симболичке корене монархије јер се жртвовани царевић налази у позицији да отелотвори силе које се супротстављају власти цара“. Повезује се са суђењем царевићу Алексису, сину Петра Великог, и његовом смрћу услед мучења. Овај други сукоб између оца и његовог сина је тема на слици Николаја Геа из 1871. Петар Велики испитује царевића Алексија у Петерхофу.

### Верзија из 1909.
Године 1909, по налогу индустријалца и колекционара Степана Рјабушинског, Рјепин је насликао другу верзију Ивана Грозног и његовог сина Ивана, коју је назвао Чедоморство (Сыноубийца). Изложен је у Вороњешком музеју лепих уметности. Друга верзија је насликана 25 година касније од прве. У овој верзији, Рјепин је додао женски лик у позадини и открио више боја него на оригиналној слици, одводећи је у „бујнијем“ правцу, док је лице цара Ивана срушено од туге.
- Чедоморство (1909).
- Детаљ чедоморства .

## Рецепција и царска цензура
Године 1885. Иван Грозни и његов син Иван први пут су приказани Рјепиновим пријатељима сликарима, међу којима су били Иван Крамској, Иван Шишкин, Николај Јарошенко и Павел Брулов; према Рјепину, његови домаћини су дуго били запањени и ћутали, чекајући да виде шта ће Крамској рећи.
„Обузело ме је осећање потпуног уважавања Рјепина. Ето, ствар, какав је ниво талента... А како је насликано, Боже мој, како је насликано! ... А шта је ово убиство, које су извршили дивља звер и психопата? ... Отац удари сина жезлом у слепоочницу? Тренутак... Издаје крик ужаса... Зграби га, посади га на земљу, подиже га... Притисне једном руком рану у слепоочници (и крв шикља из пукотине међу прстима) ... и док завија ... То је животиња која завија од страха ... баш оно место које је син обележио слепоочницама ... Заиста, ова сцена нас дави у полумраку и својеврсни природни трагични.”

— Иван Крамској
Веома конзервативни генерални тужилац Светог синода Константин Победоносцев рекао је Александру III о својој „одбојности“ и недоумици у вези са сликом, што се није свидело цару и његовој пратњи, и 1. априла 1885. године, гледање сликара је забрањено. Била је то прва слика која је цензурисана у Руском царству, а Павлу Третјакову, који ју је купио, речено је да је „не излаже, и уопштено говорећи, да не дозволи да се на њу скрене пажња јавности од стране било које друго средство“. Забрана је укинута 11. јула 1885. на интервенцију сликара Алексеја Богољубова.

## Вандализам и контроверзе
Дана 16. јануара 1913. године, Ивана Грозног и његовог сина Ивана три пута је посекао ножем 29-годишњи иконокласта, син творца намештаја Абрама Балачова. Кустос Третјаковске галерије Георгиј Хруслов, сазнавши за вандализам на платну, бацио се под воз. Слика је враћена готово у првобитно стање уз помоћ Иље Рјепина.
Неки руски националисти настављају да протестују због изложбе слике јер верују да је насликана као део стране клеветничке кампање и да је приказана сцена нетачна.
У октобру 2013. године, група православних историчара и активиста, предвођена Василијем Боико-Великијем, апологетом и присталицом канонизације цара Ивана, обратила се министру културе Руске Федерације Владимиру Мединском да затражи од њега да уклони платно са Третјаковска галерија на основу тога што вређа патриотска осећања Руса. Директорка Третјаковске галерије Ирина Лебедева се формално успротивила захтеву.
У мају 2018. године, платно је поново напао у Третјаковској галерији пијани посетилац који му је металном шипком разбио заштитно стакло. Слика је претрпела озбиљна оштећења; пробушена је на три места у централном делу дела који приказује лик царевића. Из галерије кажу да је и рам тешко оштећен, али да "срећном коинциденцијом" нису оштећени најдрагоценији елементи слике, приказ лица и руку фигура. Према неким руским медијима, вандал је рекао да је напао слику јер је сматрао да је приказ нетачан. Нападач је био у затвору на две и по године.

## Наслеђе
Иван Грозни и његов син Иван је и данас једна од најпознатијих руских слика и психолошки најинтензивнијих Рјепинових дела. Дело се накратко појављује у трећој епизоди ХБО-ове мини серије Чернобиљ из 2019.